# الیانس (میزوری)
الیانس، میسوری (به انگلیسی: Alliance, Missouri) یک منطقهٔ مسکونی در ایالات متحده آمریکا است که در میزوری واقع شده‌است.